# 大岱山
大岱山（おおぬたやま）は、山梨県大月市にある標高1,180mの山である。
頂上にはピークが複数あり、その狭間の窪地はヌタ場となっていたので大岱山と呼ぶ、という説がある。

## 隣接する山
- 宮路山
- セーメーバン
- 岩殿山